# Länsrätten i Kalmar län
Länsrätten i Kalmar län var en svensk länsrätt, vars domkrets omfattade Kalmar län. Kansliort var Kalmar. Länsrätten i Kalmar län låg under Kammarrätten i Jönköping. 2010 ersattes Länsrätten i Kalmar län av den nya Förvaltningsrätten i Växjö.

## Domkrets
Länsrätten i Kalmar läns domkrets bestod av Kalmar län och omfattade Borgholms, Emmaboda, Hultsfreds, Högsby, Kalmar, Mönsterås, Mörbylånga, Nybro, Oskarshamns, Torsås, Vimmerby och Västerviks kommuner. Beslut av kommunala myndigheter i dessa kommuner överklagades därför som regel till Länsrätten i Kalmar län. Mål om offentlighet och sekretess överklagades dock direkt till Kammarrätten i Jönköping.
Från den 15 februari 2010 tillhör domkretsen Förvaltningsrätten i Växjö, förutom Västerviks kommun och Vimmerby kommun som av geografiska skäl fördes över till Förvaltningsrätten i Linköping.

## Centrala statliga myndigheter vars beslut överklagades till Länsrätten i Kalmar län
Det fanns inga stora, statliga myndigheter med säte i Kalmar län.